# El Abrazo
El Abrazo (en français : « L'Étreinte »), est une coalition uruguayenne de gauche fondée en août 2019.
Issue d'une la coalition de trois mouvements ou partis politiques de gauche tel que Ir, Front en Mouvement ou Magnolia lors de sa création en 2019, il s'étend au PAR de Cristina Lustemberg en 2023. 
La forme du mouvement, inspirée par Podemos en Espagne, reprend les idéaux comme l'écosocialisme ou le féminisme. Le mouvement, sous la forme d'une coalition, est fondé afin de gagner en poids dans le Front large et dans la perspective des élections de 2019. Cependant, le mouvement obtient aucun élu.
L'année suivante, en octobre 2021, lors des élections internes du Front large, El Abrazo décide de s'allier avec le mouvement PAR de Cristina Lustemberg et la liste commune obtient un siège à la table politique ainsi qu'au secrétariat exécutif de la coalition.
En mars 2023, le PAR de Cristina Lustemberg décide officiellement de rejoindre la coalition El Abrazo, après quelques années de rapprochement, et en devient une figure nationale, au travers de son mandat de représentante et la médiatisation dont elle bénéficie.

## Histoire

### Fondation
En août 2019, dans la perspective des élections de 2019 et afin de gagner en poids au sein du Front large, plusieurs mouvements de gauche comme Ir, Magnolia ou encore Front en Mouvement décident de s'unir pour créer un mouvement, sous la forme d'une coalition. Lors des élections de 2019, le mouvement décide de créer une liste menée par Patricia Kramer au Sénat et par Patricia González Viñoly à la Chambre des représentants. Lors des élections, le mouvement passe a quelques voix d'obtenir un représentant mais n'obtient aucun élu. 
La forme du mouvement, inspirée par Podemos en Espagne, reprend les idéaux des nouveaux mouvements de gauche associés à la jeunesse, comme l'écosocialisme ou le féminisme.
Lors des élections départementales en 2020 à Montevideo, El Abrazo soutient la candidature de Carolina Cosse et obtient un siège de conseiller départemental, celui de Micaela Tellechea. Pendant la campagne, le mouvement Magnolia décide de quitter la coalition et présente ses propres listes.
Lors des élections internes du Front large en 2021, El Abrazo décide de s'allier avec le mouvement féministe du PAR mené par Cristina Lustemberg. Grâce à cette coalition, la liste interne obtient trois sièges au sein du Parlement de la coalition, un siège à la Direction politique et un siège au Secrétariat exécutif du Front large.
En mars 2023, le mouvement féministe du PAR, mené par Cristina Lustemberg, décide de rejoindre El Abrazo, après quelques années de rapprochement, et en devient une figure nationale, au travers de son mandat de représentante.

### Consolidation de la coalition en 2024
En 2023, dans la perspective de la primaire interne du Front large, les deux principaux partis de la coalition, Ir et PAR, décident de soutenir la candidature de Yamandú Orsi,.
En septembre 2024, dans la perspective des élections d'octobre 2024, El Abrazo conclut un accord avec le parti de centre gauche Vertiente Artiguista pour une liste unie au Sénat, menée par Cristina Lustemberg et Edgardo Ortuño.
À l'issue des élections, Cristina Lustemberg (PAR) est élue sénatrice, tandis que Alejandro Zavala (Ir) est élu représentant de Montevideo. Cette percée électorale permet à la coalition d'obtenir un siège dans chaque Assemblée, une première, et la nomination de Cristina Lustemberg en tant que ministre de la Santé.

## Résultats électoraux

### Élections générales
| Année | Tête de liste                                                    | Chambre des représentants | Chambre des représentants | Chambre des représentants | Chambre des représentants | Sénat  | Gouvernement |
| Année | Tête de liste                                                    | Voix                      | %                         | Rang                      | Représentants             | Sénat  | Gouvernement |
| ----- | ---------------------------------------------------------------- | ------------------------- | ------------------------- | ------------------------- | ------------------------- | ------ | ------------ |
| 2019  | Patricia González Viñoly (Représentants) Patricia Kramer (Sénat) | au sein du Front large    | au sein du Front large    | au sein du Front large    | 0 / 99                    | 0 / 60 |              |
| 2024  | Liste du Front large (Représentants) Cristina Lustemberg (Sénat) | au sein du Front large    | au sein du Front large    | au sein du Front large    | 1 / 99                    | 1 / 60 | Orsi         |